# هورنرو دم‌نواری
هورنرو دم‌نواری (نام علمی: Furnarius figulus)، که همچنین به عنوان هورنرو بال‌نواری شناخته می‌شود، گونه‌ای از پرندگان در زیرتیرهٔ Furnariinae از تیرهٔ ژیان‌مرغان (Furnariidae) و بومی برزیل است.
هورنرو دم‌نواری دارای دو زیرگونه است، نامزد F. f. figulus (Lichtenstein, MHC, 1823) و F. f. pileatus (Sclater, PL & Salvin, 1878).